# Acacia muelleriana
Acacia muelleriana é uma espécie de leguminosa do gênero Acacia, pertencente à família Fabaceae.